# Olmir Stocker
Olmir Stocker (Taquari, Rio Grande do Sul, 17 de junho de 1936), mais conhecido como Alemão, é um guitarrista e violonista brasileiro.

## Carreira
Em Porto Alegre, trabalhou na rádio gaúcha e acompanhou na guitarra diversos artistas na tevê, com especial destaque para Elis Regina. Fez parte do quinteto de Breno Sauer com quem gravou seis álbuns e excursionou pelo Brasil. Em São Paulo, começou a trabalhar com Roberto Carlos e Wanderléia. Em seguida, se juntou ao saxofonista Casé e Hermeto Pascoal na banda “Brasilian Octopus”. Participou de importantes festivais e turnês, no Japão, Canadá, Estados Unidos da América, Espanha, França, Itália e Suíça.
Membro efetivo da Associação Internacional de Guitarras; leciona na EMESP (Escola de Música do Estado de São Paulo) - Tom Jobim – antiga ULM (Universidade Livre de Música).
Acompanhou vários artistas (mais de noventa), entre eles, Gregório Barrios, Ângela Maria, Nelson Ned, Simone, Lanny Gordin, Jonas Sant´Anna, e outros. Participou de diversos grupos musicais, como o renomado Medusa.
Compositor de mais de 1500 canções, tem como uma de suas canções O Caderninho, de 1960, primeiramente interpretado por Erasmo Carlos, porém atingindo mais de trinta e seis interpretações diferentes por outros renomados cantores. Olmir Stocker já tocou em mais de vinte países diferentes, nos cinco continentes, em cerca de 160 apresentações.
Já em carreira solo, gravou em 1981 o seu primeiro disco, “Longe dos Olhos perto do coração”, vendendo aproximadamente trinta mil cópias. Em 1987 gravou com uma formação em quarteto “ Alemão Bem Brasileiro” e, em 1990, “Só sabor”.
É autor do projeto que leva informações às escolas primárias, para melhoria da cultura musical brasileira; entre outros. 
Participou de importantes eventos como o Free Jazz Festival em São Paulo, onde também tocou Horace Silver e Max Roach; Montreal´s Festival (1988 e 1989);e The Week of People´s Sound at the Town hall em Nova Iorque (1989), sendo um dos músicos mais aplaudidos pela platéia norte-americana.
Em 1992, os músicos Alemão e Zezo Ribeiro formaram um duo, gravando “Música Viva” e “Brasil Geral”, trabalho que o levou a participar de eventos como Internacional Meething of Guitars em Buenos Aires, de 1993; Brasil Embassies Concerts, de 1993, no Uruguai, Argentina, Chile e Espanha, e do Internacional Festival of Guitars no Chile (1993 e 1994). Em 1995 gravaram “De A a Z”, impulsionando ainda mais sua carreira. Em turnê pela Europa, participou do Jazz Club´s na Espanha, França, Alemanha, Dinamarca e Suécia (1994). Executou concertos no Teatro Municipal de Córdoba na Espanha e no Teatro do Conservatório Nacional de Perpignan na França.
Apresentou-se também no III Festival Internacional de Guitarras em Buenos Aires (1995) na Argentina, convidado pelo organizador do evento Juan Falu (sobrinho de Eduardo Falu), membro da Associação Internacional de Guitarras; e em Guitarras Del Mundo em Quito no Equador (1996). Com o “DUO”, o músico Alemão já se apresentou em mais de 23 países, passando pelos cinco continentes em mais de 160 concertos, tendo se apresentado inclusive no Festival de Jazz de Montreal, tocando suas próprias composições nos ritmos brasileiros (samba, xaxado, baião, choro, valsa e vários outros) com jazz.
No Brasil, suas apresentações são constantes em conceituados espaços culturais como o Memorial da América Latina; Sescs e Expo Musics.

## Discografia
Solo
- 1981 - Longe Dos Olhos, Perto Do Coração
- 1987 - Alemão Bem Brasileiro
- 1990 - Só Sabor
- 1992 - Brasil Geral

Com o Grupo Medusa
- 1983 - Ferrovias